# Estació de Fuengirola
L'estació de Fuengirola és una estació de ferrocarril subterrània situada en la ciutat espanyola de Fuengirola, en la província de Màlaga, comiunitat autònoma d'Andalusia. És capçalera de la línia C-1 de Rodalies Màlaga.
Està ubicada sota l'avinguda de Jesús Santos Rein. Té 3 nivells, u inicial, en el que s'hi situa l'entrada de l'estació, u intermedi on s'hi troben les màquines distribuidores de bitllets i els tornos, i un final en el que hi ha l'andana i les vies.

## Situació ferroviària
S'hi troba en la línia fèrria d'anxura ibèrica que uneix Màlaga amb Fuengirola, ppk. 30,2.

## Futur
La de Fuengirola es l'estació terminal de la línia C-1, encara que està projectada la prolongació d'aquesta línia des de Fuengirola en el que es coneix com al corredor de la Costa del Sol o Tren Litoral, que soportaria alta velocitat, per a així unir Màlaga amb Estepona, en la zona occidental de la Costa del Sol; y a través del Metro de Màlaga, amb la costa oriental cap a Nerja.

## Serveis ferroviaris

### Rodalies
Forma part de la línia C-1 de Rodalies Màlaga. Paren trenes amb una freqüència mitjana de vint minuts en cada sentit.
| Procedència/Destí | < estación | Línea | estación >   | destino/procedencia   |
| ----------------- | ---------- | ----- | ------------ | --------------------- |
| Terminal          | Terminal   | C-1   | Los Boliches | Màlaga-Centro Alameda |